# Lasioglossum niveifrons
Lasioglossum niveifrons är en biart som först beskrevs av Cockerell 1914.  Lasioglossum niveifrons ingår i släktet smalbin, och familjen vägbin. Inga underarter finns listade i Catalogue of Life.

## Bildgalleri

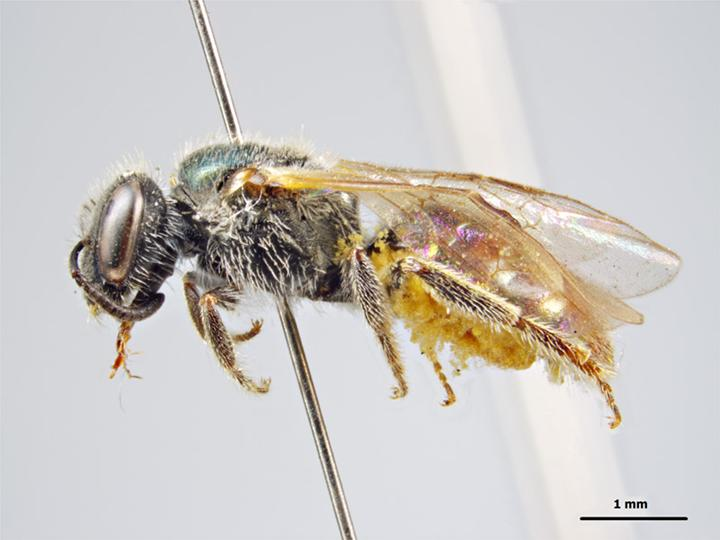
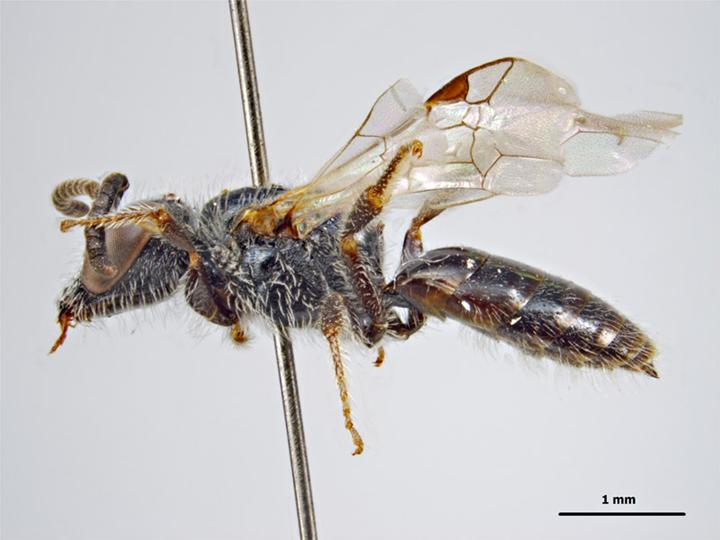